# Maria Margarida de Castro e Albuquerque
Maria Margarida de Castro e Albuquerque (nasceu em Olinda?,viveu no século XVII), Senhora de Basto e Condessa de Vimioso, filha unica de D. Joana de Castro e do 4º donatário da capitania de Pernambuco D. Duarte de Albuquerque Coelho, seu pai durante o reinado de D. Filipe III, também ostentou os títulos de Conde de Pernambuco, e Marques de Basto. Ela casou-se com D. Miguel de Portugal, VI conde de Vimioso, deste casamento não resultou nenhuma descendência.Não tendo filhos, D. Maria criou e educou os filhos ilegítimos que seu marido teve com D. Antonia de Bulhão antes do casamento, dando a eles a melhor educação que se podia ter na época. Como unica herdeira do seu pai D. Duarte, D. Maria  Margarida de Castro e Albuquerque, foi donataria da capitania de Pernambuco, no período de 1658 a 1689.